# HD 36874
HD 36874，又名CD-35 2367，SAO 195952、HR 1881，是一颗恒星，视星等为5.78，位于銀經239.62，銀緯-30.42，其B1900.0坐标为赤經5h 29m 32.7s，赤緯-35° -30.42′ 29″。